# Aurelio Zen
Aurelio Zen (Originaltitel: Zen) ist eine britisch-italienisch-deutsche Krimiserie von Left Bank Pictures für das BBC in internationaler Koproduktion mit Mediaset, WGBH Boston und dem ZDF. Die Miniserie basiert auf der gleichnamigen Romanreihe über den fiktiven Detektiv Aurelio Zen des schottischen Autors Michael Dibdin. Ausgestrahlt wurde sie ab dem 2. Januar 2011 von BBC One und ab dem 4. Januar 2013 von ZDFneo.
Die drei Episoden wurden auch an Sendeanstalten in Australien, Dänemark, Japan, Schweden und die Niederlande verkauft.

## Handlung
Protagonist der Serie ist der italienische Polizeikommissar Aurelio Zen, der in Rom gegen organisierte Verbrecher und korrupte Politiker ermittelt. Auf die Hilfe der Behörden beziehungsweise seine Kollegen kann er sich dabei nicht immer verlassen. Nur Tania Moretti, die attraktive Assistentin des Polizeichefs, versucht ihn so gut wie möglich zu unterstützen, ohne zwischen die Fronten zu geraten. Als Sonderermittler des Innenministeriums in Rom wird Zen immer wieder in verschiedene Regionen Italiens geschickt, um vor Ort bei der Lösung besonders kniffliger Kriminalfälle zu helfen.

## Besetzung und Synchronisation
Zur deutschsprachigen Synchronisation sind nur zehn Sprechrollen dokumentiert.
| Rollenname                                                  | Schauspieler         | Anzahl Episoden | Synchronsprecher         |
| ----------------------------------------------------------- | -------------------- | --------------- | ------------------------ |
| Aurelio Zen                                                 | Rufus Sewell         | 3               | Jacques Breuer           |
| Tania Moretti                                               | Caterina Murino      | 3               | Claudia Urbschat-Mingues |
| Moscati                                                     | Stanley Townsend     | 3               | Reinhard Brock           |
| Amedeo Colonna                                              | Ben Miles            | 3               | Marcus Off               |
| Giorgio de Angelis                                          | Vincent Riotta       | 3               | Walter von Hauff         |
| Mamma Donata                                                | Catherine Spaak      | 3               | Viktoria Brams           |
| Gilberto Nieddu                                             | Francesco Quinn      | 3               | Mike Carl                |
| Vincenzo Fabri                                              | Ed Stoppard          | 3               | Manou Lubowski           |
| Maria                                                       | Nathalie Rapti Gomez | 3               |                          |
| Romizi                                                      | Sargon Yelda         | 3               |                          |
| Eduardo Guerchini                                           | Anthony Higgins      | 3               |                          |
| Angelo                                                      | Garry Cooper         | 3               |                          |
| Branco                                                      | Daniele Monterosi    | 2               |                          |
| Nadia Pirlo                                                 | Cosima Shaw          | 2               |                          |
| Massimo Colonna / 'Gianni'                                  | Hilton McRae         | 2               | Claus Brockmeyer         |
| Tito Spadola                                                | Peter Guinness       | 1               | Gudo Hoegel              |
| und weitere mehr als 35 Schauspieler mit nur einem Auftritt |                      |                 |                          |

## Episodenliste
| Nr. | Deutscher Titel            | Originaltitel | Erstausstrahlung UK | Deutschsprachige Erstausstrahlung (D) | Regie              | Drehbuch                  |
| --- | -------------------------- | ------------- | ------------------- | ------------------------------------- | ------------------ | ------------------------- |
| 1 | Vendetta                   | Vendetta      | 2. Jan. 2011        | 4. Jan. 2013                          | John Alexander     | Simon Burke               |
| In der Nähe von Mailand wird der Richter Corado Bertolini auf dem Weg zur Arbeit brutal hingerichtet. Hinter der Tat steckt der Mafioso Spadola, den Bertolini vor Jahren hinter Gitter gebracht hatte. |                            |               |                     |                                       |                    |                           |
| 2 | Himmelfahrt                | Cabal         | 9. Jan. 2011        | 5. Jan. 2013                          | Christopher Menaul | Simon Burke               |
| Umberto Baglioni Ruspanti, ein Mitglied einer berühmten aristokratischen Familie der Stadt, stürzt in Rom von einer Brücke. Selbstmord oder wurde er gestoßen? Jedenfalls hatte der Tote versucht sich durch ein illegales Geschäft dringend benötigtes Geld zu beschaffen. Zen stößt auf Hinweise, die zu einer mächtigen kriminellen Organisation führen, der „Cabal“. |                            |               |                     |                                       |                    |                           |
| 3 | Entführung auf italienisch | Ratking       | 16. Jan. 2011       | 6. Jan. 2013                          | Jon Jones          | Peter Berry & Simon Burke |
| Zen arbeitet gegen die Uhr, um den entführten Ruggerio Miletti, einen reichen Industriellen mit politischen Bindungen, zu retten. Die Beteiligung der manipulativen Familie und einer schönen trauernden Witwe erschweren die Sache. |                            |               |                     |                                       |                    |                           |